# Friedel Neuber
Friedel Neuber (ur. 10 lipca 1935 w Rheinhausen, zm. 23 października 2004) – niemiecki bankier i polityk.

## Życiorys
Pracował jako księgowy i audytor. Był politykiem Socjaldemokratycznej Partii Niemiec. Od 21 lipca 1962 do 27 maja 1975 zasiadał w Landtagu Nadrenii Północnej-Westfalii. W latach 1961–1969 był również radnym miasta Rheinhausen. W latach 1981–2001 sprawował funkcję prezesa zarządu Westdeutsche Landesbank.